# Amphioplus aurensis
Amphioplus aurensis är en ormstjärneart som beskrevs av A.M. Clark 1955. Amphioplus aurensis ingår i släktet Amphioplus och familjen trådormstjärnor. Inga underarter finns listade i Catalogue of Life.